# Serpentari cuablanc
El serpentari cuablanc (Circaetus cinerascens) és una espècie d'ocell de la família dels accipítrids (Accipitridae). Habita sabanes i boscos clars, sovint a prop de corrents fluvials, de l'Àfrica Subsahariana. El seu estat de conservació es considera de risc mínim.